# Trímetro anapéstico
Trímetro anapéstico, em uma composição poética, é um ritmo composto por três anapestos, ou seja, três pés formados por duas sílabas átonas e uma tônica.
Além de compor alguns poemas, em ritmo forte, este ritmo é também utilizado em letras de música, principalmente hinos e canções, em versos eneassílabos. 

## Exemplos

### Poema
Não me sai da lembrança_o teu nome,_

os teus olhos, sorrindo pra mim,

um sorriso de paz e de_amor,

um olhar de ternura sem fim.

"Alma gêmea" (Paulo Camelo)

### Hino
Estes montes e vales e rios,

proclamando_o valor dos teus brios,

reproduzem batalhas cruéis.

No presente_és a guarda_avançada,

sentinela_indormida_e sagrada

que defende da Pátria_os lauréis.

"Hino de Pernambuco" (Oscar Brandão da Rocha)

### Canção
Cai a tarde,  tristonha_e serena,_

em macio_e suave langor,

despertando no meu coração

a saudade do primeiro_amor.

Ave Maria (Erotides de Campos)